# Sinagoga u Rumi
Sinagoga u Rumi podignuta je 1935. godine. Bila je to neobična modernistička sinagoga. Srušena je 1941. ili 1943. godine.
Premda su se Židovu u Rumu počeli naseljavati krajem 17. i početkom 18. stoljeća, i što je u Rumi već postojalo židovsko groblje, s najstarijim grobom iz 1873., sinagoga je izgrađena vrlo kasno. Groblje s oko 100 do 150 grobova je izvan grada, blizu pravoslavnog i djelimice je ograđeno bez ulaznih vrata. Nadgrobni natpisi su na židovskom, njemačkom i srpskom.
Do dolaska osovinskih okupatora, židovski je hram u Rumi posluživao 210 starosjedilačkih Židova i oko 200 židovskih emigranata iz europskih zemalja koje su pale pod nacifašističke režime. 
Godina uništenja nije precizirana, niti način rušenja. Prema Čudiću, nacisti su ju demolirali i srušili 1941. godine. Prema drugim izvorima 1941. godine pretvorena je u sabirni logor za Židove. Rumski Židovi odvedeni su u logor u Hrvatskoj Mitrovici. Od Židova su iznuđivani novci kao uvjet za puštanje iz tog logora. B. Pauković navodi kao godinu rušenja sinagoge 1943. godinu, a da je na njenom mjestu sinagoge srušene 1941. tu ustanovljen logor. Hrvatsko Gradsko poglavarstvo je izdalo dokument o zabrani daljeg rušenja židovskog hrama. Pisano je na hrvatskom, pisaćim strojem i upućeno zidarskom majstoru, pod pretnjom da će biti spriječen od strane gradske obćine. Na osnovi zabrane može se nazrijeti rad Zavoda za kolonizaciju i sasvim siguran sukob većinski njemačke vlasti i Hrvata u Rumi. Izvjesno je postupno otuđivanje imovine rumskih Židova. Dokumentacija židovske općine bila je na njemačkom, pisana latinicom i goticom. Predsjednik židovske bogoštovne općine Max Heitler pisao je na njemačkom i uz primjesu gotice. Općina se kroatizirala. U zaglavlju je preko pečata "Jevrejske veroispovedne opštine" udaren pečat Židovske bogoštovne opštine Ruma. Prema dokumentima, židovska općina nije uništena odmah 1941. nego je još 20. ožujka 1942. godine djelovala, pa je vjerojatno postojala i sinagoga. Izvjesno je da je srušena ranog proljeća 1943. godine. Rumski Židovi završili su u logorima, sinagoga je završila u vlasništvo NDH, a građevinski materijal od srušene sinagoge podijeljen je kolonistima.

## Vanjske poveznice
- Jewish Virtual Library Synagogues of Serbia